# Renard-Inseln
Die Renard-Inseln sind eine Inselgruppe in der Salomonensee. Politisch gehören sie zur Provinz Milne Bay im südöstlichen Bereich von Papua-Neuguinea.
Renard-Inseln befinden sich im Norden des Louisiade-Archipels 21 km nördlich des Barriereriffs von Vanatinai und 19 km südöstlich von Misima, das kleine Manuga-Riff liegt 19 km südöstlich der Renard-Inseln. 
Die Renard-Inseln befinden sich auf einer 21 km mal 6 km großen Sandbank mit annähernd rechteckigem Grundriss. Die größten Inseln der Gruppe sind Kimuta (286 ha), Niva Beno (49 ha) und Oreia (47 ha). Die Kimuta ist 5,9 km lang, mit Breiten von 400 m bis über 700 Metern. Die leicht hügelige Insel erhebt sich bis zu 80 m über den Meeresspiegel. Die Inseln  Niva Beno und Topuna liegen östlich von Kimuta. Bagaium (Bagai Um) ist eine winzige Insel (weniger als ein Hektar groß), die Kimuta südwestlich vorgelagert ist. Auf der nordwestlichen Seite der Bank sind mehrere Riffe einschließlich der Inseln Baiwa (17 ha), Pana Wadai (1 ha) und Pana Roran (6 ha). Auf der südöstlichen Seite der Sandbank liegen die Inseln Oreia und Epoko (4 ha), 5,5 km und 13 km südöstlich von Kimuta. Beide Inseln liegen im Zentrum kleiner riffgesäumter Lagunen.
Nach der Volkszählung 2000 hatte die Inselgruppe 471 Einwohner, die sich auf zwei Dörfer auf der Hauptinsel Kimuta verteilen:
- Awa (263, im Osten)
- Atuatua (208, im Westen)